# Octave Linet
Octave Linet, né le 25 septembre 1870 à Bléré et mort le 9 novembre 1962 dans le 9e arrondissement de Paris, est un peintre français.

## Biographie
Élève à l'école Germain Pilon à partir de 1885, Octave Linet expose au Salon de la Nationale des Beaux-Arts pour la première fois en 1888. Membre fondateur du Salon d'automne, il participe au Salon des indépendants. Il voyage principalement en France et en Espagne. 
On lui doit des paysages de Touraine, de la Creuse, de Normandie ou de la Côte D'Azur. À Paris, il peint en particulier les bords de Seine, des vues des toits et des œuvres liées aux théâtres dont certaines sont conservées au Musée Carnavalet. Dans la vallée de L'Oise, il séjourne à Éragny où il retrouve son ami  Léon Giran-Max et multiplie les bords de rivière depuis la boucle de Neuville-sur-Oise jusqu'à Saint-Leu-d'Esserent, les scènes de rue, de villages et les fêtes. On lui doit aussi des natures mortes où il met en scène parfois des objets de sa collection personnelle d'art médiéval et religieux. 
Fin connaisseur et grand érudit, il fut le collaborateur du grand collectionneur Joseph Spiridon et l'intime de Suzanne Valadon et de Maurice Utrillo, de Max Jacob et de Raoul Dufy.
Il légua au musée des Beaux-Arts de Tours une partie de sa collection comprenant trente-sept primitifs et 12 sculptures de haute-époque. Parmi ces œuvres, on compte les Saint Louis de Toulouse et Saint Antoine de Padoue d'Antonio Vivarini.
Le reste de sa collection fut dispersé lors d'une vente au Palais Galliéra en mars 1963. Les musées de Pontoise qui conservent plusieurs de ses œuvres, lui ont consacré deux expositions.
Il est inhumé  au cimetière parisien de Pantin (13e division).

## Quelques-unes de ses œuvres
- L'Oise à Saint-Leu-d'Esserent, circa 1900-1920, huile sur panneau, 26 × 35,4 cm, Pontoise, musée Camille Pissarro.
- Le Quai Bucherel à Pontoise, circa 1897-1914, huile sur carton, 36 × 48 cm, Pontoise, musée Camille Pissarro.
- L'Oise au Valhermeil, 1897, huile sur toile, 21,4 × 35 cm, Collection privée.
- La Boucle de l'Oise à Éragny, 1941, huile sur carton, 21,2 × 28, 3 cm, Collection privée.